# Галімов Ільяс Хамідович
Ільяс Хамідович Галімов (рос. Ильяс Хамидович Галимов / тат. Ильяс Хәмит улы Галимов; нар. 14 березня 1937, с. Бахча-Сарай, Татарська АРСР, РРФСР — пом. 28 липня 2004, Санкт-Петербург, Росія) — радянський та російський футболіст, воротар. Майстер спорту СРСР (1969).

## Життєпис
Вихованець казанської «Іскри» («Рубіна»), грав під керівництвом легендарного тренера казанців Миколи Сентябрьова. Потім шість сезонів (з перервою) провів у ленінградському «Зеніті», але стати основним голкіпером команди Класу «А» Галімову не вдалося. У 1968 році перейшов у миколаївський «Суднобудівник». Дебют в формі «корабелів» відбувся 19 квітня в домашньому кубковому матчі з івановським «Текстильником», виграному з рахунком 1:0. Гра нового воротаря сподобалася вболівальникам — не дивлячись на середній зріст, він відрізнявся відмінною стрибучістю, умінням вибору позиції та впевненими діями на виходах. В 1/8 фіналу розіграшу Кубка СРСР «Суднобудівник» відправився на виїзд до Казані. У матчі проти свого рідного клубу Галімов «тягнув» все, що летіло в рамку воріт, у підсумку — 2:0, перемога миколаївців. В 1/4 фіналу «Суднобудівник» обіграв московський «Торпедо», а в півфіналі програв львівським «Карпатам». В обох матчах ворота «корабелів» захищав Ільяс Галімов. Сезон 1968 року став одним з найвдаліших в історії миколаївської команди. Окрім успіху в кубку, команда також посіла перше місце в своїй підгрупі і брала участь у фінальному турнірі за право переходу в першу групу класу «А» (вища ліга). Всього в Миколаєві Галімов провів три сезони, взяв участь в 123 офіційних матчах, в тому числі — в 11-ти кубкових.
У 1964 закінчив школу тренерів при ГОЛІФК імені П. Ф. Лесгафта. Працював тренером у школі «Зміна-II» (1970-1973, Смольнинский район).